# 840 a.C.

## Eventos
- Início do reinado de Dorisso na cidade grega de Esparta de 840 a.C. até 820 a.C. ano da sua morte, pertenceu à Dinastia Ágida.[1]

## Mortes
- Zacarias, filho de Joiada,[2] morto por apedrejamento após condenar os israelitas por retornarem para a idolatria. Ele foi morto por ordem do rei Joás, no pátio da Casa do Senhor.[3]
- Leobates rei da cidade grega de Esparta de 870 a.C. até 840 a.C. ano da sua morte, pertenceu à Dinastia Ágida.[1]